# Janata
Janata (Partia Ludowa) – indyjska partia polityczna istniejąca w latach 1977–1988. Powstała w wyniku połączenia kilku mniejszych partii - Indyjskiego Kongresu Narodowego (Organizacyjnego), Bharatiya Lok Dal, Bharatiya Jana Sangh, Partii Socjalistycznej a jej szeregi połączyła grupa rozłamowców z Indyjskiego Kongresu Narodowego. Janata powstała w wyniku przekształcenia w jednolitą partię konkurencyjnego wobec IKN sojuszu wyborczego z 1977 roku. Partia rządząca na przełomie lat 1977–1980. Partia łączyła działaczy o poglądach socjalistycznych, nacjonalistycznych i prawicowych. W gospodarce zwolenniczka rozwiniętego sektora publicznego, reformy rolnej. 
W wyborach w 1980 roku zdobyła 31 miejsc w parlamencie, w 1894 11 miejsc, a w 1987 13 miejsc. W latach 1977 i 1980 doszło do rozłamów w partii. Janata od 1983 roku wraz z kilkoma partiami lewicy uczestniczyła w koalicji Zjednoczonego Frontu. W 1988 roku partia weszła w struktur Janata Dal.